# Eleição municipal de Cuiabá em 1992
A eleição municipal de Cuiabá em 1992 ocorreu em 3 de outubro de 1992. O prefeito era Frederico Campos, do PFL, que terminaria seu mandato em 1 de janeiro de 1993. Dante de Oliveira, do PDT, foi eleito prefeito de Cuiabá para o seu segundo mandato ainda no primeiro turno.
Passados quatro anos, o prefeito Frederico Campos não pôde concorrer a reeleição. O grupo do prefeito articulou-se para lançar o nome de Murilo Domingos como candidato situacionista, enquanto Dante de Oliveira se lançou candidato do PDT. Dante de Oliveira liderou as pesquisas de opinião durante a campanha, enquanto Murilo Domingos contara com apoio do então presidente Fernando Collor do mesmo partido. Eleito no primeiro turno, Dante de Oliveira inicia seu segundo mandato em 1 de janeiro de 1993.

## Resultado da eleição para prefeito

### Primeiro turno
Segundo o Tribunal Superior Eleitoral, foram 141.472 (83,45%) votos nominais, 13.874 (8,18%) brancos, 14.175 (8,36%) nulos e 39.064 abstenções, totalizando-se 208.585 inscritos.
| Candidatos a prefeito                    | Candidatos a vice-prefeito | Número | Coligação                                                     | Votos recebidos | Percentual |
| ---------------------------------------- | -------------------------- | ------ | ------------------------------------------------------------- | --------------- | ---------- |
| Dante de Oliveira PDT                    | José Meirelles PSDB        | 12     | Frente Popular Cuiabana(PDT, PMDB, PPS, PSB, PV, PSDB, PCdoB) | 96.492          | 68,21%     |
| Murilo Domingos PRN                      | -                          | 36     | PRN, PFL, PTB                                                 | 31.033          | 21,94%     |
| Gilney Viana PT                          | Arnaldo Nascimento PT      | 13     | PT (sem coligação)                                            | 8.886           | 6,28%      |
| Milton Aparecido Ribeiro de Oliveira PSC | - PSC                      | 20     | PSC (sem coligação)                                           | 2.882           | 2,04%      |
| Manoel Novaes PSD                        | - PSD                      | 41     | PSD (sem coligação)                                           | 2.176           | 1,54%      |